# اقلیم آلپی

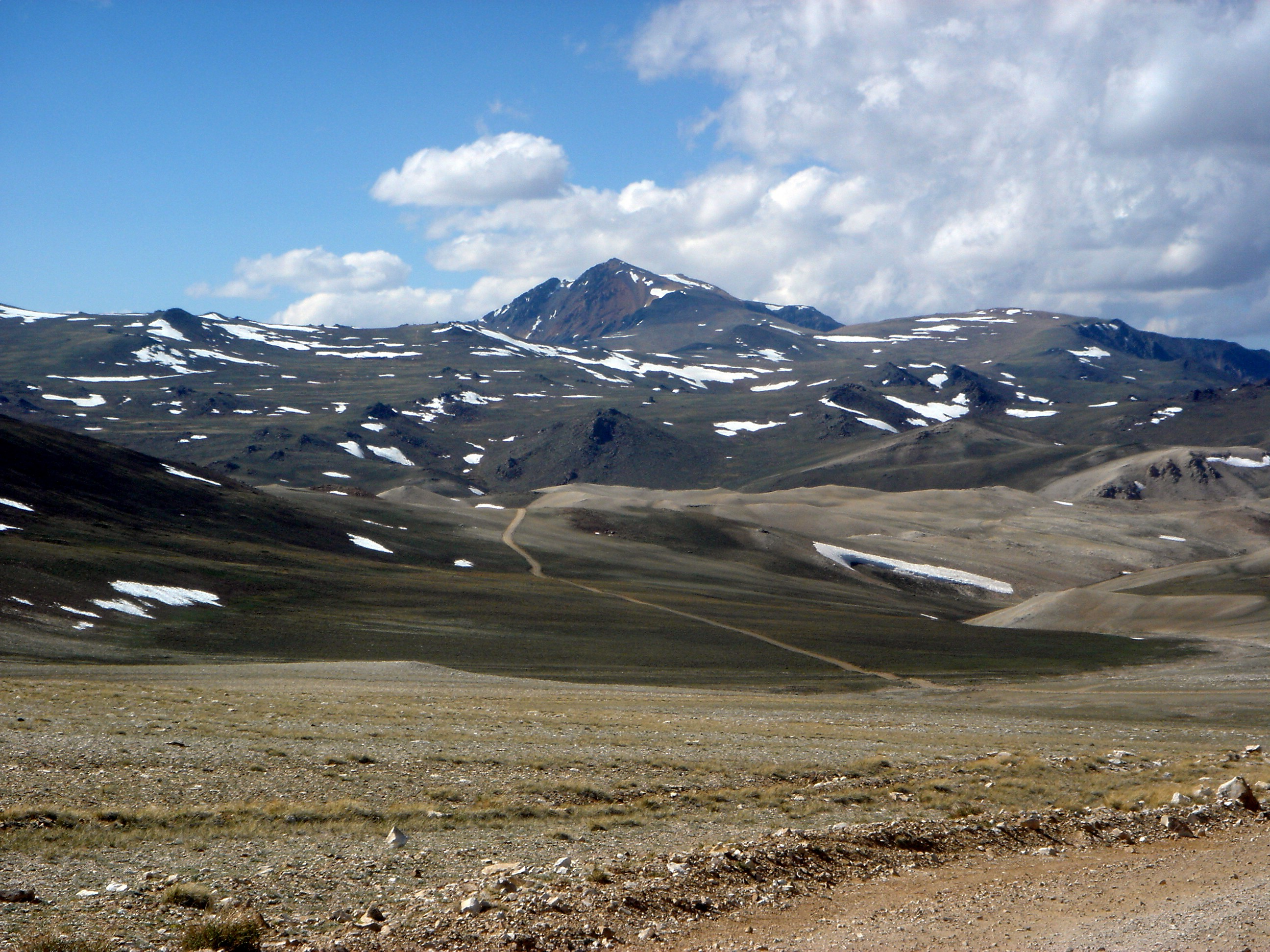
قله کوه سفید (وایت) در کالیفرنیا، دارای اقلیم آلپی در ارتفاع ۴۳۰۰ متری

اقلیم آلپی (انگلیسی: Alpine climate) میانگین آب‌وهوا (اقلیم) مناطق بالاتر از خط رویش درختان است که با نام‌های اقلیم کوهستانی یا اقلیم مناطق مرتفع نیز شناخته می‌شود.

## تعریف
چندین تعریف برای اقلیم آلپی وجود دارد.
در یک تعریف ساده این اقلیم مناطقی را شامل می‌شود که در آن درختان به دلیل سرما نمی‌توانند رشد کنند. بر پایه سامانه مناطق حیات هولدریج، اقلیم آلپی در نقاطی ایجاد می‌شود که میانگین زیست‌دما در آن نقطه میان ۱٫۵ تا ۳ درجه سلسیوس است که این دما از رشد درختان جلوگیری می‌کند.
در سامانه طبقه‌بندی اقلیمی کوپن، اقلیم آلپی به همراه اقلیم قطبی بخشی از اقلیم‌های گروه E است که در آن میانگین دمای هیچ‌یک از ماه‌های سال بالاتر از ۱۰ درجه سلسیوس نیست.

## پراکندگی
گرچه اقلیم آلپی مساحت‌های کوچکی را در جهان می‌پوشاند ولی پراکندگی آن در سطح زمین زیاد است. به عنوان نمونه سیرا نوادا، کوه‌های کسکیدز، کوه‌های راکی، رشته‌کوه آپالاش و قله ماونا لوا در ایالات متحده، کوه‌های آلپ، کوه‌های برفی در استرالیا، کوه‌های پیرنه و سیرا نوادا در اسپانیا، کوه‌های آند، هیمالیا، فلات تبت، گانسو و چینگهای در چین، بخش‌های مرتفع کوه‌های اطلس و بخش‌های مرکزی بورنئو و گینه نو دارای اقلیم آلپی هستند.
پایین‌ترین ارتفاع اقلیم آلپی به شکل کاملاً مشخص وابسته به تغییر عرض جغرافیایی است. اگر اقلیم آلپی بر پایه خط رویش درختان تعریف شود، آنگاه در سوئد در مدار ۶۸ درجه شمالی خط رویش درختان و اقلیم آلپی ارتفاع ۶۵۰ متری از سطح دریا قرار دارد در حالی که در کوه کلیمانجارو در آفریقا، اقلیم آلپی و خط رویش درختان در ارتفاع ۳٬۹۵۰ از سطح دریا جای دارد.

## تغییرات ماهانه
تغییرپذیری اقلیم آلپی در طول سال به عرض جغرافیایی محل بستگی دارد. در مناطق حاره‌ای مانند قله ماونا لوا دمای هوا در طول سال تقریباً ثابت است:
| داده‌های اقلیم رصدخانه دامنه ماونا لوا (۱۹۶۱–۱۹۹۰) | داده‌های اقلیم رصدخانه دامنه ماونا لوا (۱۹۶۱–۱۹۹۰) | داده‌های اقلیم رصدخانه دامنه ماونا لوا (۱۹۶۱–۱۹۹۰) | داده‌های اقلیم رصدخانه دامنه ماونا لوا (۱۹۶۱–۱۹۹۰) | داده‌های اقلیم رصدخانه دامنه ماونا لوا (۱۹۶۱–۱۹۹۰) | داده‌های اقلیم رصدخانه دامنه ماونا لوا (۱۹۶۱–۱۹۹۰) | داده‌های اقلیم رصدخانه دامنه ماونا لوا (۱۹۶۱–۱۹۹۰) | داده‌های اقلیم رصدخانه دامنه ماونا لوا (۱۹۶۱–۱۹۹۰) | داده‌های اقلیم رصدخانه دامنه ماونا لوا (۱۹۶۱–۱۹۹۰) | داده‌های اقلیم رصدخانه دامنه ماونا لوا (۱۹۶۱–۱۹۹۰) | داده‌های اقلیم رصدخانه دامنه ماونا لوا (۱۹۶۱–۱۹۹۰) | داده‌های اقلیم رصدخانه دامنه ماونا لوا (۱۹۶۱–۱۹۹۰) | داده‌های اقلیم رصدخانه دامنه ماونا لوا (۱۹۶۱–۱۹۹۰) | داده‌های اقلیم رصدخانه دامنه ماونا لوا (۱۹۶۱–۱۹۹۰) |
| ماه                                               | ژانویه                                            | فوریه                                             | مارس                                              | آوریل                                             | مه                                                | ژوئن                                              | ژوئیه                                             | اوت                                               | سپتامبر                                           | اکتبر                                             | نوامبر                                            | دسامبر                                            | سال                                               |
| ------------------------------------------------- | ------------------------------------------------- | ------------------------------------------------- | ------------------------------------------------- | ------------------------------------------------- | ------------------------------------------------- | ------------------------------------------------- | ------------------------------------------------- | ------------------------------------------------- | ------------------------------------------------- | ------------------------------------------------- | ------------------------------------------------- | ------------------------------------------------- | ------------------------------------------------- |
| سابقهٔ بیش‌ترین °C (°F)                             | ۶۷ (۱۹)                                           | ۸۵ (۲۹)                                           | ۶۵ (۱۸)                                           | ۶۷ (۱۹)                                           | ۶۸ (۲۰)                                           | ۷۱ (۲۲)                                           | ۷۰ (۲۱)                                           | ۶۸ (۲۰)                                           | ۶۷ (۱۹)                                           | ۶۶ (۱۹)                                           | ۶۵ (۱۸)                                           | ۶۷ (۱۹)                                           | ۸۵ (۲۹)                                           |
| میانگین بیش‌ترین °C (°F)                           | ۴۹٫۸ (۱۰)                                         | ۴۹٫۶ (۱۰)                                         | ۵۰٫۲ (۱۰)                                         | ۵۱٫۸ (۱۱)                                         | ۵۳٫۹ (۱۲)                                         | ۵۷٫۲ (۱۴)                                         | ۵۶٫۴ (۱۴)                                         | ۵۶٫۳ (۱۳)                                         | ۵۵٫۸ (۱۳)                                         | ۵۴٫۷ (۱۳)                                         | ۵۲٫۶ (۱۱)                                         | ۵۰٫۶ (۱۰)                                         | ۵۳٫۲۴ (۱۱٫۸)                                      |
| میانگین کم‌ترین °C (°F)                            | ۳۳٫۳ (۱)                                          | ۳۲٫۹ (۰)                                          | ۳۳٫۲ (۱)                                          | ۳۴٫۶ (۱)                                          | ۳۶٫۶ (۳)                                          | ۳۹٫۴ (۴)                                          | ۳۸٫۸ (۴)                                          | ۳۸٫۹ (۴)                                          | ۳۸٫۵ (۴)                                          | ۳۷٫۸ (۳)                                          | ۳۶٫۲ (۲)                                          | ۳۴٫۳ (۱)                                          | ۳۶٫۲۱ (۲٫۳)                                       |
| سابقهٔ کم‌ترین °C (°F)                              | ۱۹ (−۷)                                           | ۱۸ (−۸)                                           | ۲۰ (−۷)                                           | ۲۴ (−۴)                                           | ۲۷ (−۳)                                           | ۲۸ (−۲)                                           | ۲۶ (−۳)                                           | ۲۸ (−۲)                                           | ۲۹ (−۲)                                           | ۲۷ (−۳)                                           | ۲۵ (−۴)                                           | ۲۲ (−۶)                                           | ۱۸ (−۸)                                           |
| بارندگی میلی‌متر (اینچ)                            | ۲٫۳ (۶۰)                                          | ۱٫۵ (۴۰)                                          | ۱٫۷ (۴۰)                                          | ۱٫۳ (۳۰)                                          | ۱٫۰ (۳۰)                                          | ۰٫۵ (۱۰)                                          | ۱٫۱ (۳۰)                                          | ۱٫۵ (۴۰)                                          | ۱٫۳ (۳۰)                                          | ۱٫۱ (۳۰)                                          | ۱٫۷ (۴۰)                                          | ۲٫۰ (۵۰)                                          | ۱۷ (۴۳۰)                                          |
| بارش برف سانتی‌متر (اینچ)                          | ۰٫۰ (۰)                                           | ۱٫۰ (۳)                                           | ۰٫۳ (۱)                                           | ۱٫۳ (۳)                                           | ۰٫۰ (۰)                                           | ۰٫۰ (۰)                                           | ۰٫۰ (۰)                                           | ۰٫۰ (۰)                                           | ۰٫۰ (۰)                                           | ۰٫۰ (۰)                                           | ۰٫۰ (۰)                                           | ۱٫۰ (۳)                                           | ۳٫۶ (۱۰)                                          |
| میانگین روزهای بارندگی (≥ ۰.۰۱ inch)              | ۴                                                 | ۵                                                 | ۶                                                 | ۵                                                 | ۴                                                 | ۳                                                 | ۴                                                 | ۵                                                 | ۵                                                 | ۵                                                 | ۵                                                 | ۴                                                 | ۵۵                                                |
| منبع: NOAA                                        |                                                   |                                                   |                                                   |                                                   |                                                   |                                                   |                                                   |                                                   |                                                   |                                                   |                                                   |                                                   |                                                   |

در عرض‌های جغرافیایی میانه، مانند کوه واشینگتن دما در طول سال تغییر می‌کند ولی هیچ‌گاه زیاد گرم نمی‌شود:
| داده‌های اقلیم کوه واشینگتن، ارتفاع ۶٬۲۶۷ فوت (۱٬۹۱۰٫۲ متر) در نزدیکی قله | داده‌های اقلیم کوه واشینگتن، ارتفاع ۶٬۲۶۷ فوت (۱٬۹۱۰٫۲ متر) در نزدیکی قله | داده‌های اقلیم کوه واشینگتن، ارتفاع ۶٬۲۶۷ فوت (۱٬۹۱۰٫۲ متر) در نزدیکی قله | داده‌های اقلیم کوه واشینگتن، ارتفاع ۶٬۲۶۷ فوت (۱٬۹۱۰٫۲ متر) در نزدیکی قله | داده‌های اقلیم کوه واشینگتن، ارتفاع ۶٬۲۶۷ فوت (۱٬۹۱۰٫۲ متر) در نزدیکی قله | داده‌های اقلیم کوه واشینگتن، ارتفاع ۶٬۲۶۷ فوت (۱٬۹۱۰٫۲ متر) در نزدیکی قله | داده‌های اقلیم کوه واشینگتن، ارتفاع ۶٬۲۶۷ فوت (۱٬۹۱۰٫۲ متر) در نزدیکی قله | داده‌های اقلیم کوه واشینگتن، ارتفاع ۶٬۲۶۷ فوت (۱٬۹۱۰٫۲ متر) در نزدیکی قله | داده‌های اقلیم کوه واشینگتن، ارتفاع ۶٬۲۶۷ فوت (۱٬۹۱۰٫۲ متر) در نزدیکی قله | داده‌های اقلیم کوه واشینگتن، ارتفاع ۶٬۲۶۷ فوت (۱٬۹۱۰٫۲ متر) در نزدیکی قله | داده‌های اقلیم کوه واشینگتن، ارتفاع ۶٬۲۶۷ فوت (۱٬۹۱۰٫۲ متر) در نزدیکی قله | داده‌های اقلیم کوه واشینگتن، ارتفاع ۶٬۲۶۷ فوت (۱٬۹۱۰٫۲ متر) در نزدیکی قله | داده‌های اقلیم کوه واشینگتن، ارتفاع ۶٬۲۶۷ فوت (۱٬۹۱۰٫۲ متر) در نزدیکی قله | داده‌های اقلیم کوه واشینگتن، ارتفاع ۶٬۲۶۷ فوت (۱٬۹۱۰٫۲ متر) در نزدیکی قله |
| ماه                                                                      | ژانویه                                                                   | فوریه                                                                    | مارس                                                                     | آوریل                                                                    | مه                                                                       | ژوئن                                                                     | ژوئیه                                                                    | اوت                                                                      | سپتامبر                                                                  | اکتبر                                                                    | نوامبر                                                                   | دسامبر                                                                   | سال                                                                      |
| ------------------------------------------------------------------------ | ------------------------------------------------------------------------ | ------------------------------------------------------------------------ | ------------------------------------------------------------------------ | ------------------------------------------------------------------------ | ------------------------------------------------------------------------ | ------------------------------------------------------------------------ | ------------------------------------------------------------------------ | ------------------------------------------------------------------------ | ------------------------------------------------------------------------ | ------------------------------------------------------------------------ | ------------------------------------------------------------------------ | ------------------------------------------------------------------------ | ------------------------------------------------------------------------ |
| سابقهٔ بیش‌ترین °C (°F)                                                    | ۴۸ (۹)                                                                   | ۴۳ (۶)                                                                   | ۵۴ (۱۲)                                                                  | ۶۰ (۱۶)                                                                  | ۶۶ (۱۹)                                                                  | ۷۲ (۲۲)                                                                  | ۷۱ (۲۲)                                                                  | ۷۲ (۲۲)                                                                  | ۶۹ (۲۱)                                                                  | ۶۲ (۱۷)                                                                  | ۵۲ (۱۱)                                                                  | ۴۷ (۸)                                                                   | ۷۲ (۲۲)                                                                  |
| میانگین بیش‌ترین °C (°F)                                                  | ۱۳٫۶ (−۱۰)                                                               | ۱۴٫۷ (−۱۰)                                                               | ۲۰٫۷ (−۶)                                                                | ۳۰٫۴ (−۱)                                                                | ۴۱٫۳ (۵)                                                                 | ۵۰٫۴ (۱۰)                                                                | ۵۴٫۱ (۱۲)                                                                | ۵۳٫۳ (۱۲)                                                                | ۴۷٫۱ (۸)                                                                 | ۳۶٫۴ (۲)                                                                 | ۲۸٫۱ (−۲)                                                                | ۱۸٫۴ (−۸)                                                                | ۳۴٫۰ (۱)                                                                 |
| میانگین روزانه °C (°F)                                                   | ۴٫۸ (−۱۵)                                                                | ۶٫۲ (−۱۴)                                                                | ۱۲٫۹ (−۱۱)                                                               | ۲۳٫۹ (−۵)                                                                | ۳۵٫۶ (۲)                                                                 | ۴۵٫۰ (۷)                                                                 | ۴۹٫۱ (۱۰)                                                                | ۴۸٫۲ (۹)                                                                 | ۴۱٫۶ (۵)                                                                 | ۳۰٫۲ (−۱)                                                                | ۲۰٫۷ (−۶)                                                                | ۱۰٫۱ (−۱۲)                                                               | ۲۷٫۳۶ (−۲٫۶)                                                             |
| میانگین کم‌ترین °C (°F)                                                   | −۴٫۱ (−۲۰)                                                               | −۲٫۴ (−۱۹)                                                               | ۵٫۰ (−۱۵)                                                                | ۱۷٫۴ (−۸)                                                                | ۲۹٫۸ (−۱)                                                                | ۳۹٫۵ (۴)                                                                 | ۴۴٫۰ (۷)                                                                 | ۴۳٫۰ (۶)                                                                 | ۳۶٫۱ (۲)                                                                 | ۲۴٫۰ (−۴)                                                                | ۱۳٫۳ (−۱۰)                                                               | ۱٫۷ (−۱۷)                                                                | ۲۰٫۶ (−۶)                                                                |
| سابقهٔ کم‌ترین °C (°F)                                                     | −۴۷ (−۴۴)                                                                | −۴۶ (−۴۳)                                                                | −۳۸ (−۳۹)                                                                | −۲۰ (−۲۹)                                                                | −۲ (−۱۹)                                                                 | ۸ (−۱۳)                                                                  | ۲۴ (−۴)                                                                  | ۲۰ (−۷)                                                                  | ۹ (−۱۳)                                                                  | −۵ (−۲۱)                                                                 | −۲۰ (−۲۹)                                                                | −۴۶ (−۴۳)                                                                | −۴۷ (−۴۴)                                                                |
| بارندگی میلی‌متر (اینچ)                                                   | ۶٫۴۴ (۱۶۰)                                                               | ۶٫۷۷ (۱۷۰)                                                               | ۷٫۶۷ (۱۹۰)                                                               | ۷٫۴۴ (۱۹۰)                                                               | ۸٫۱۸ (۲۱۰)                                                               | ۸٫۴۰ (۲۱۰)                                                               | ۸٫۷۷ (۲۲۰)                                                               | ۸٫۳۲ (۲۱۰)                                                               | ۸٫۰۳ (۲۰۰)                                                               | ۹٫۲۷ (۲۴۰)                                                               | ۹٫۸۵ (۲۵۰)                                                               | ۷٫۷۳ (۲۰۰)                                                               | ۹۶٫۸۷ (۲٬۴۶۰)                                                            |
| بارش برف سانتی‌متر (اینچ)                                                 | ۴۴٫۰ (۱۱۲)                                                               | ۴۰٫۱ (۱۰۲)                                                               | ۴۵٫۱ (۱۱۵)                                                               | ۳۵٫۶ (۹۰)                                                                | ۱۲٫۲ (۳۱)                                                                | ۱٫۰ (۳)                                                                  | ۰٫۰ (۰)                                                                  | ۰٫۱ (۰)                                                                  | ۲٫۲ (۶)                                                                  | ۱۷٫۶ (۴۵)                                                                | ۳۷٫۸ (۹۶)                                                                | ۴۵٫۵ (۱۱۶)                                                               | ۲۸۱٫۲ (۷۱۴)                                                              |
| میانگین روزهای بارندگی (≥ ۰.۰۱ in)                                       | ۱۹٫۷                                                                     | ۱۷٫۹                                                                     | ۱۹٫۰                                                                     | ۱۷٫۴                                                                     | ۱۷٫۴                                                                     | ۱۶٫۸                                                                     | ۱۶٫۵                                                                     | ۱۵٫۲                                                                     | ۱۳٫۹                                                                     | ۱۶٫۸                                                                     | ۱۹٫۱                                                                     | ۲۰٫۷                                                                     | ۲۱۰٫۴                                                                    |
| میانگین روزهای برفی (≥ ۰.۱ in)                                           | ۱۹٫۳                                                                     | ۱۷٫۳                                                                     | ۱۶٫۶                                                                     | ۱۳٫۱                                                                     | ۶٫۴                                                                      | ۰٫۹                                                                      | ۰٫۱                                                                      | ۰٫۲                                                                      | ۱٫۷                                                                      | ۹٫۱                                                                      | ۱۴٫۶                                                                     | ۱۹٫۲                                                                     | ۱۱۸٫۵                                                                    |
| میانگین روزانه ساعت‌های تابش آفتاب                                        | ۹۲٫۰                                                                     | ۱۰۶٫۹                                                                    | ۱۲۷٫۶                                                                    | ۱۴۳٫۲                                                                    | ۱۷۱٫۳                                                                    | ۱۵۱٫۳                                                                    | ۱۴۵٫۰                                                                    | ۱۳۰٫۵                                                                    | ۱۲۷٫۲                                                                    | ۱۲۷٫۱                                                                    | ۸۲٫۴                                                                     | ۸۳٫۱                                                                     | ۱٬۴۸۷٫۶                                                                  |
| درصد احتمال تابش آفتاب                                                   | ۳۲                                                                       | ۳۶                                                                       | ۳۴                                                                       | ۳۵                                                                       | ۳۷                                                                       | ۳۳                                                                       | ۳۱                                                                       | ۳۰                                                                       | ۳۴                                                                       | ۳۷                                                                       | ۲۹                                                                       | ۳۰                                                                       | ۳۳                                                                       |
| منبع شماره ۱: NOAA (normals 1981–2010, sun 1961–1990)                    |                                                                          |                                                                          |                                                                          |                                                                          |                                                                          |                                                                          |                                                                          |                                                                          |                                                                          |                                                                          |                                                                          |                                                                          |                                                                          |
| منبع شماره ۲: extremes 1933–present                                      |                                                                          |                                                                          |                                                                          |                                                                          |                                                                          |                                                                          |                                                                          |                                                                          |                                                                          |                                                                          |                                                                          |                                                                          |                                                                          |